# پارک ملی کوه‌های کوره
پارک ملی کوه‌های کوره (به ترکی استانبولی: Küre Dağları Milli Parkı) در منطقه دریای سیاه ترکیه واقع شده و در سال ۲۰۰۰ پایه‌گذاری شده است. این پارک ملی در امتداد رشته کوه‌های کوره قرار دارد و در نواحی پینارباشی، جیده، شن‌پازار، ازداوای، قروجه‌شیله، اولوس و آماسرا در استان‌های قسطمونی و بارتین گسترده شده است. این پارک در مرزهای منطقه دریای سیاه قرار دارد و از ساحل غربی رودخانه بارتین تا ساحل شرقی رود قزل‌ایرماق امتداد می‌یابد و مسافتی حدود ۳۰۰ کیلومتر را پوشش می‌دهد. پارک ملی کوه‌های کوره (KMNP) یکی از ۴۱ پارک ملی ترکیه است که با ۸۰٬۰۰۰ هکتار منطقه حفاظت‌شده دربردارنده تنوع ناهمواری‌ها و اکوسیستم‌های گوناگون است. در محدوده این پارک، یک منطقه هسته‌ای به مساحت ۳۷٬۷۵۳ هکتار (۹۳٬۲۹۰ جریب) قرار دارد که میانگین ارتفاع آن ۵۰۰ متر (۱٬۶۰۰ فوت) است.
این پارک، دارای چشم‌اندازهای متنوع و ساختار توپوگرافی گوناگونی است که مجموعه‌ای از زیستگاه‌ها و اکوسیستم‌ها را در خود جای داده است.
اهمیت این پارک در ارزش‌های پربار تنوع زیستی، زیستگاه‌ها، دره‌ها، غارها، چشمه‌ها، آبشارها و میراث فرهنگی آن نهفته است. افزون بر منابع طبیعی، پارک ملی یکی از مقاصد اکوتوریسم در ترکیه است که گردشگران علاقه‌مند به بافت فولکلوریک (بومی) و خانه‌های چوبی سنتی موجود به خود جذب می‌کند.
پارک به‌عنوان یک منطقه حفاظت‌شده طبیعی در میان بزرگ‌ترین مناطق حفاظت‌شده ترکیه قرار دارد و شامل جنگل‌های کهن است. این منطقه به عنوان یک «اکوسیستم جنگلی مرطوب تحت تأثیر اقلیم دریای سیاه» در معرض خطر در نظر گرفته می‌شود که شامل زیستگاه‌های گوناگونی مانند جنگل‌های ترکیبی از نراد و راش، زیستگاه‌های دریایی و ساحلی، چمنزارها و مناطق صخره‌ای است. همچنین توسط صندوق جهانی طبیعت به عنوان یکی از ۱۰۰ نقطه داغ جنگلی اروپا که نیاز به حفاظت دارند، با ۲۰۰ ناحیه بوم‌شناختی در سطح جهانی شناسایی شده است.

## پیشینه
این منطقه بخشی از ناحیه‌های رویشی اروپا-سیبری، مدیترانه‌ای و ایران-تورانی به‌شمار می‌رود و به عنوان یک مرز فیزیکی و اجتماعی عمل می‌کند. در سال ۱۹۸۸، پارک ملی کوه‌های کوره با مشارکت دپارتمان ترکیه‌ای به عنوان یکی از نواحی اولویت‌دار برای حفاظت توسط صندوق جهانی طبیعت (WWF) تعیین شد. بین سال‌های ۱۹۹۸ تا ۲۰۰۰، وزارت جنگلداری ترکیه پروژه‌ای با عنوان «مدیریت پارک‌های ملی و مناطق حفاظت‌شده، حفظ تنوع زیستی و عمران روستایی» را زیر نظر برنامه عمران ملل متحد (UNDP) و سازمان خواربار و کشاورزی ملل متحد (فائو) اجرا کرد. در چارچوب این پروژه، مرحله حفاظت در این منطقه آغاز شد. این پارک در تاریخ ۷ ژوئیه ۲۰۰۰ تأسیس شد.
کوه‌های کوره در میان جنگل‌های معتدل آناتولی شمالی و رشته‌کوه‌های شرقی دریای سیاه قرار دارد. از این گستره، حدود ۳۷٬۰۰۰ هکتار به عنوان پارک ملی تعیین شده است که هدف اصلی آن حفاظت از طبیعت و ایجاد یک منطقه حائل است. اصطلاح «منطقه حائل» در برنامه حفاظت ترکیه گنجانده شد و در سال ۲۰۰۰ تحت حفاظت رسمی قرار گرفت.
در نتیجه این تلاش‌ها، مدیریت این پارک ملی بر عهده اداره پارک ملی کوه‌های کوره قرار دارد. این نهاد تحت نظارت اداره کل منطقه‌ای جنگلداری و امور آب سینوب فعالیت می‌کند و زیرمجموعه اداره کل حفاظت از طبیعت و پارک‌های ملی وزارت جنگلداری و امور آب است. این فعالیت‌ها تحت قانون پارک‌های ملی به شماره ۲۸۷۳ اداره می‌شوند و هدف آن حفاظت از تنوع زیستی است.

## بوم‌گردشگری
منطقه کوه‌های کوره با تنوع زیستی فراوان و اشکال جنگل‌های گسترده کهن، در سطح ملی و بین‌المللی شهرت دارد و آن را به مقصدی ایده‌آل برای گروه‌های بوم‌گردشگر تبدیل کرده است. با تعیین این منطقه به عنوان پارک ملی، توسعه گردشگری آن از اوایل دهه ۲۰۰۰ آغاز شد، که به دلیل نبود خدمات زیربنایی مناسب از سوی دولت ترکیه، نگرانی‌هایی را برانگیخت. در پاسخ به این مشکل، پروژه بوم‌گردشگری کوه‌های کوره از سوی صندوق جهانی طبیعت ترکیه و پروژه بوم‌گردشگری روستای زمرد با موفقیت در راستای مدیریت اکوتوریسم در نواحی حفاظت‌شده ترکیه، فعالیت کرده‌اند. در کنار این پروژه‌ها، مردم محلی و جنبش‌های حفاظتی محیط زیست نیز در پشتیبانی از حفاظت محیط زیست خودشان نقش پررنگی داشته‌اند. پروژه‌های بوم‌گردشگری فرصت‌های شغلی جدید و معیشت‌های جایگزینی را که با آموزش، افزایش آگاهی و مدیریت پایدار منابع برای این جوامع محلی سازگار بودند، فراهم کردند.

### رخدادها
در سال ۲۰۰۱، مرکز بوم‌گردشگری پینارباشی راه‌اندازی شد تا دوره‌های آموزشی گردشگری ارائه داده و ۲۰ راهنمای محلی طبیعت‌گردی را آموزش و گواهی‌نامه برای آنان صادر کند. در پی این رویداد، در سال ۲۰۰۲، نقشه‌های راهنمای بوم‌گردشگری انتشار یافته تا بازدیدکنندگان داخلی و بین‌المللی را از جنگل‌های چندمنظوره کوه‌های کوره آگاه سازند. در بازه زمانی ۲۰۰۱ تا ۲۰۰۶، این پروژه زمینه‌ساز برگزاری کمپین‌های آگاهی‌بخشی دربارهٔ استفاده پایدار از جنگل‌ها و همکاری جوامع محلی در مدیریت پارک ملی و شناسایی فرصت‌های بوم‌گردشگری مانند تماشای حیات وحش و پیاده‌گردی در طبیعت گردید. فعالیت‌های بوم‌گردشگری درآمدزایی ایجاد کردند و به‌ویژه برای زنان، جنگلبانان و جوانان بیکار سودمند بودند، و با فراهم کردن معیشت‌های جایگزین و مشارکت جوامع محلی، حفاظت از طبیعت را تقویت کردند. این تلاش‌ها بعدها به فرایند تأیید شبکه پارک‌های مناطق حفاظت‌شده (PAN Parks) منجر شد.
در آوریل ۲۰۱۲، این پارک به‌عنوان یک پارک تأییدشده از شبکه مناطق حفاظت‌شده (PAN Parks) معرفی شد؛ این اقدام بخشی از پروژه «تقویت نظام مدیریت مناطق جنگلی حفاظت‌شده در ترکیه» بود که با حمایت تسهیلات جهانی محیط زیست (GEF) انجام شد. بر اساس این مقررات، مناطق حفاظت‌شده‌ای که به‌خوبی مدیریت می‌شوند، فعالیت‌های تفریحی و گردشگری موفقی را برای حفظ دارایی‌های طبیعی پارک ملی و غنای فرهنگی ویژگی‌های اصیل بومی آن اجرا می‌کنند.

### فعالیت‌های طبیعت‌گردی
تماشای حیات وحش، کوله‌گردی، پیاده گردی، سوارکاری، دوچرخه‌سواری کوهستان، غارنوردی، دره‌نوردی، سنگ‌نوردی

## تنوع زیستی
کوه‌های کوره یکی از مناطق ترکیه که به فراوانی دره‌ها و غارها شناخته می‌شود، عاملی که نقش چشمگیری در تصمیم‌گیری برای تبدیل این منطقه و نواحی اطراف آن به پارک ملی ایفا کرده است. پارک مجموعه‌ای غنی از زیستگاه‌های متنوع و جنگل‌های کهن را در خود جای داده است که دارای ارزش‌های اجتماعی و زیست‌محیطی مهمی هستند.
رشته‌کوه به عنوان یکی از زیست‌بوم‌های با بیشترین تنوع زیستی در منطقه غربی دریای سیاه ترکیه برجسته است، که به‌ویژه به‌دلیل گیاگان غنی و پوشش گیاهی خود شناخته می‌شود. پارک به عنوان منبعی ارزشمند از داده‌ها برای درک ویژگی‌های بوم‌شناختی و توانایی‌های رقابتی گونه‌های مختلف درختی عمل می‌کند.
در بخش غربی کوه‌های کوره، در مجموع ۱۲۲ ناحیه گیاهی مهم شناسایی شده‌اند. در این منطقه ۱۵۷ گونه بوم‌زادی وجود دارد که ۵۹ گونه از آن‌ها در فهرست قرمز قرار دارند و ۴۵ آرایه‌شناسی گیاهی به‌عنوان گونه در خطر انقراض طبقه‌بندی شده‌اند که از میان آن‌ها ۳۲ گونه به‌عنوان گونه‌های کمیاب شناخته می‌شوند. منطقه حفاظت‌شده همچنین زیستگاه ۴۸ گونه از مجموع ۱۶۰ گونه پستاندار است.

## نگارخانه

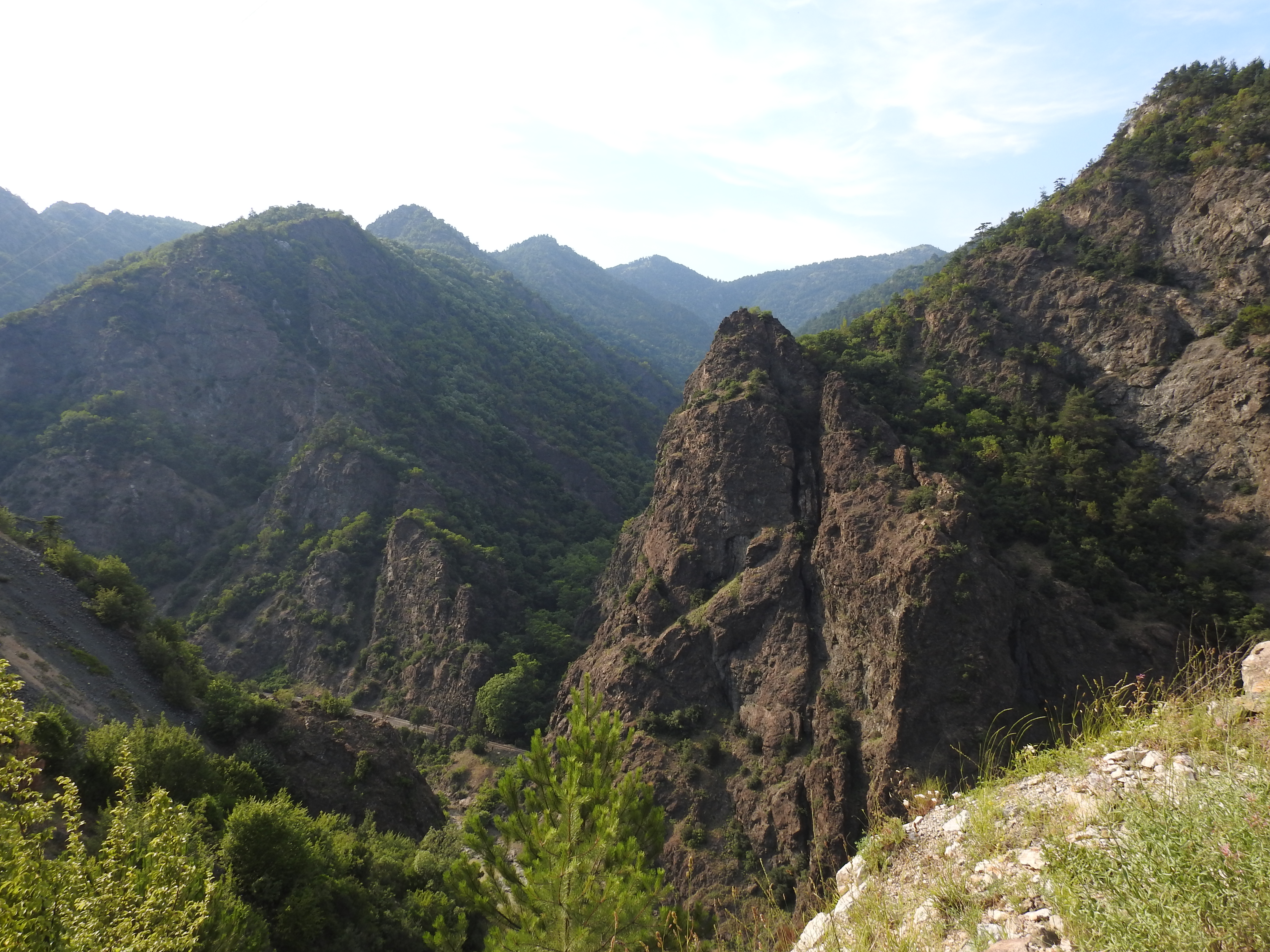
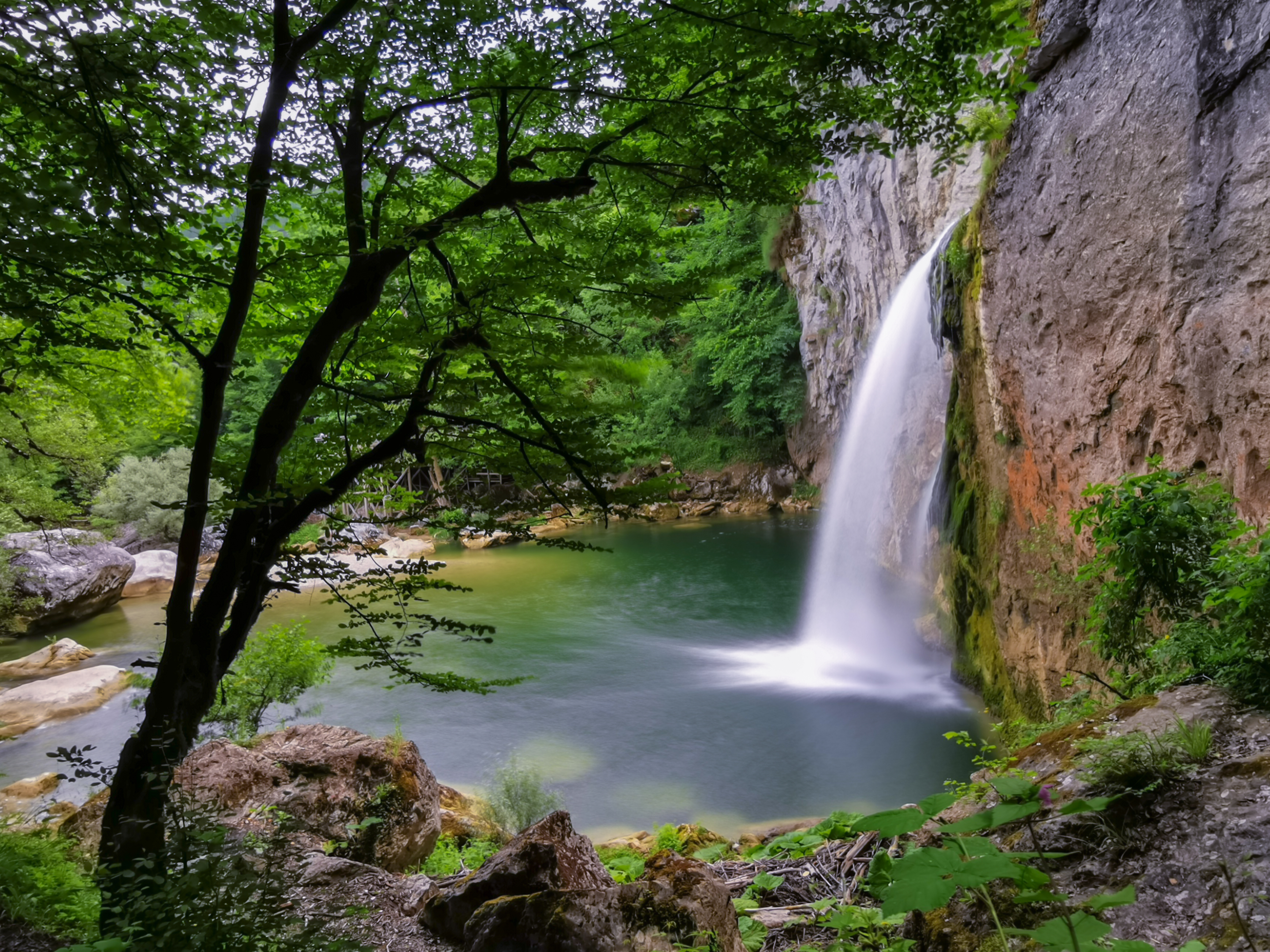
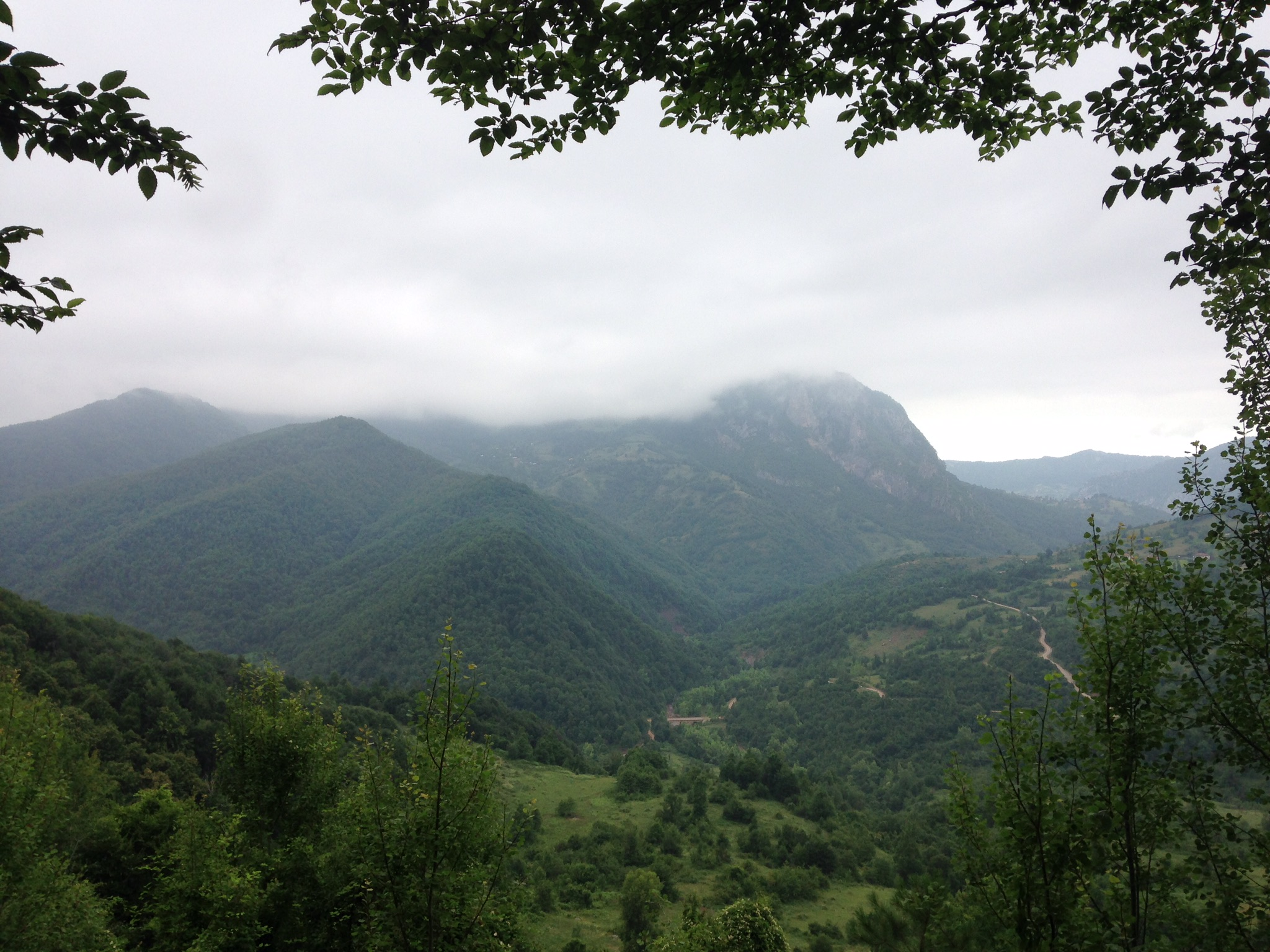
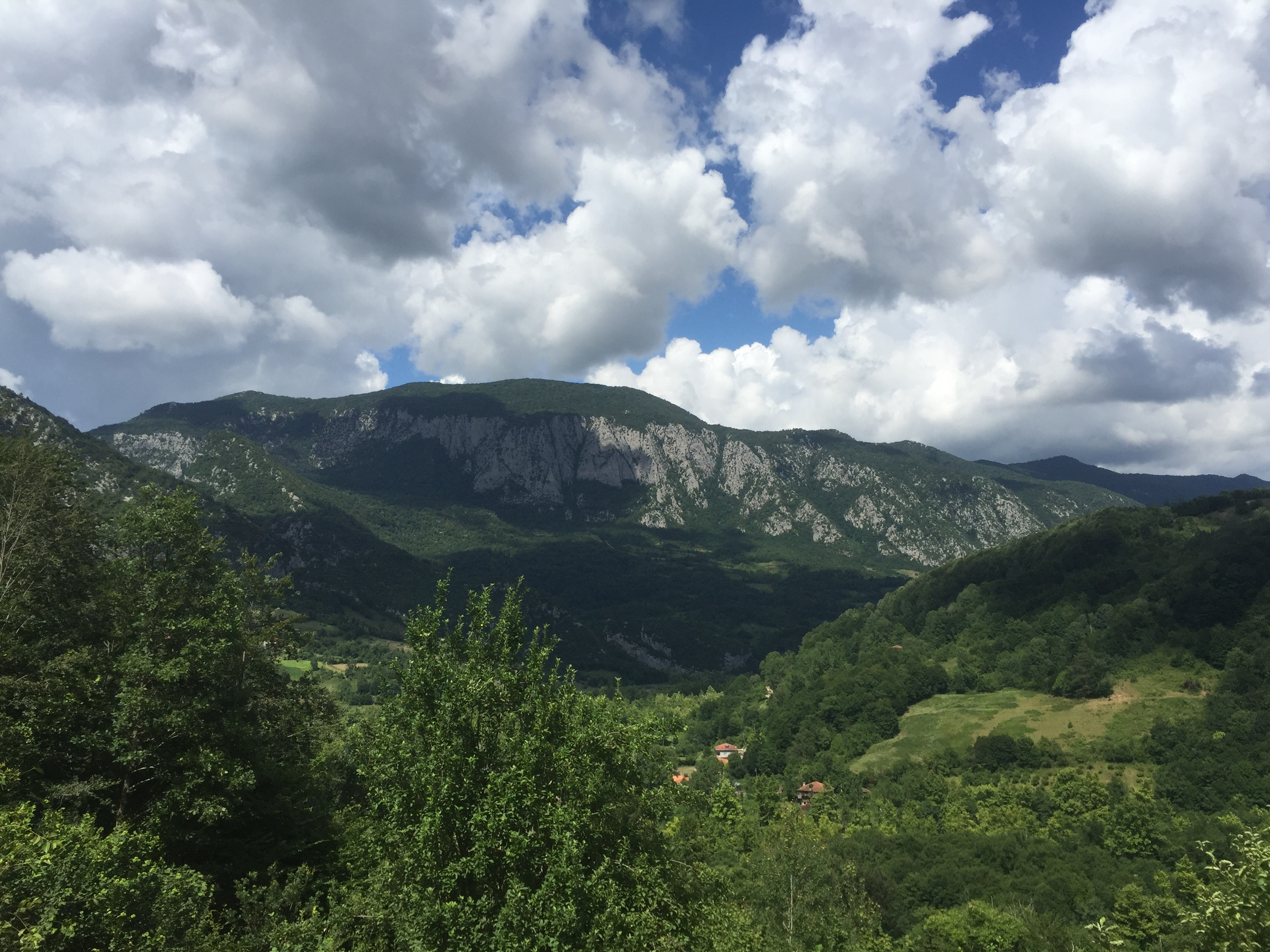
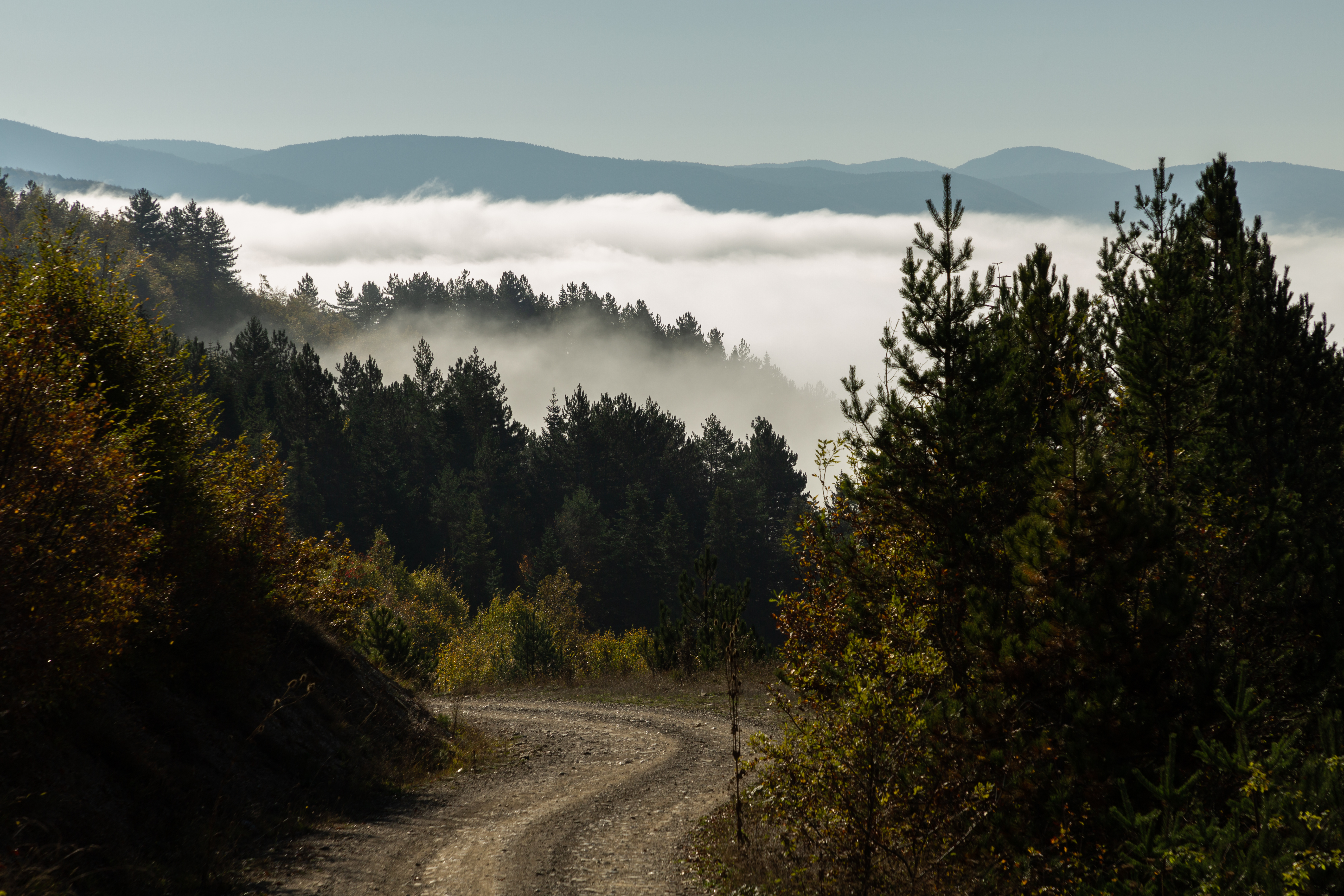
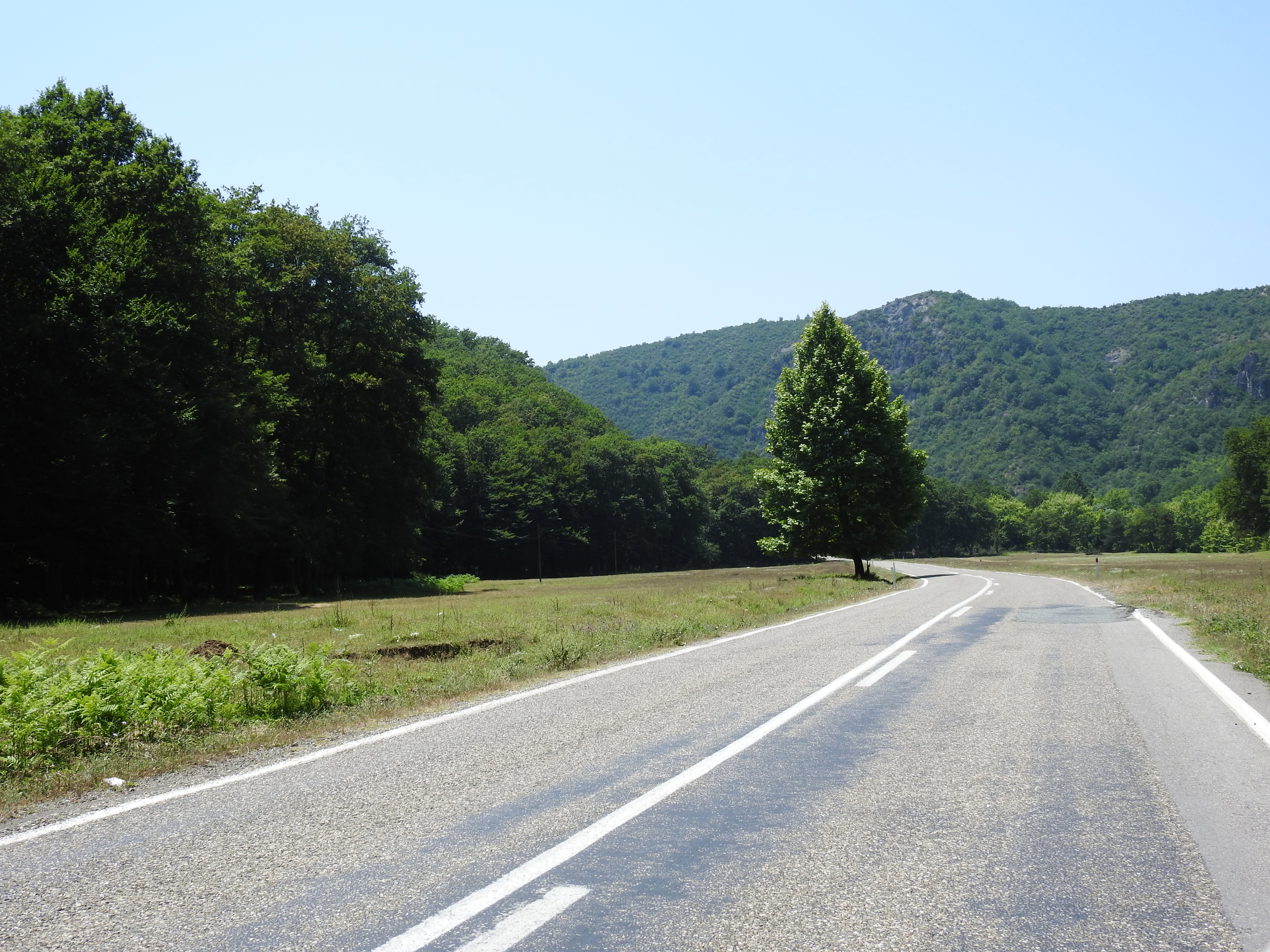
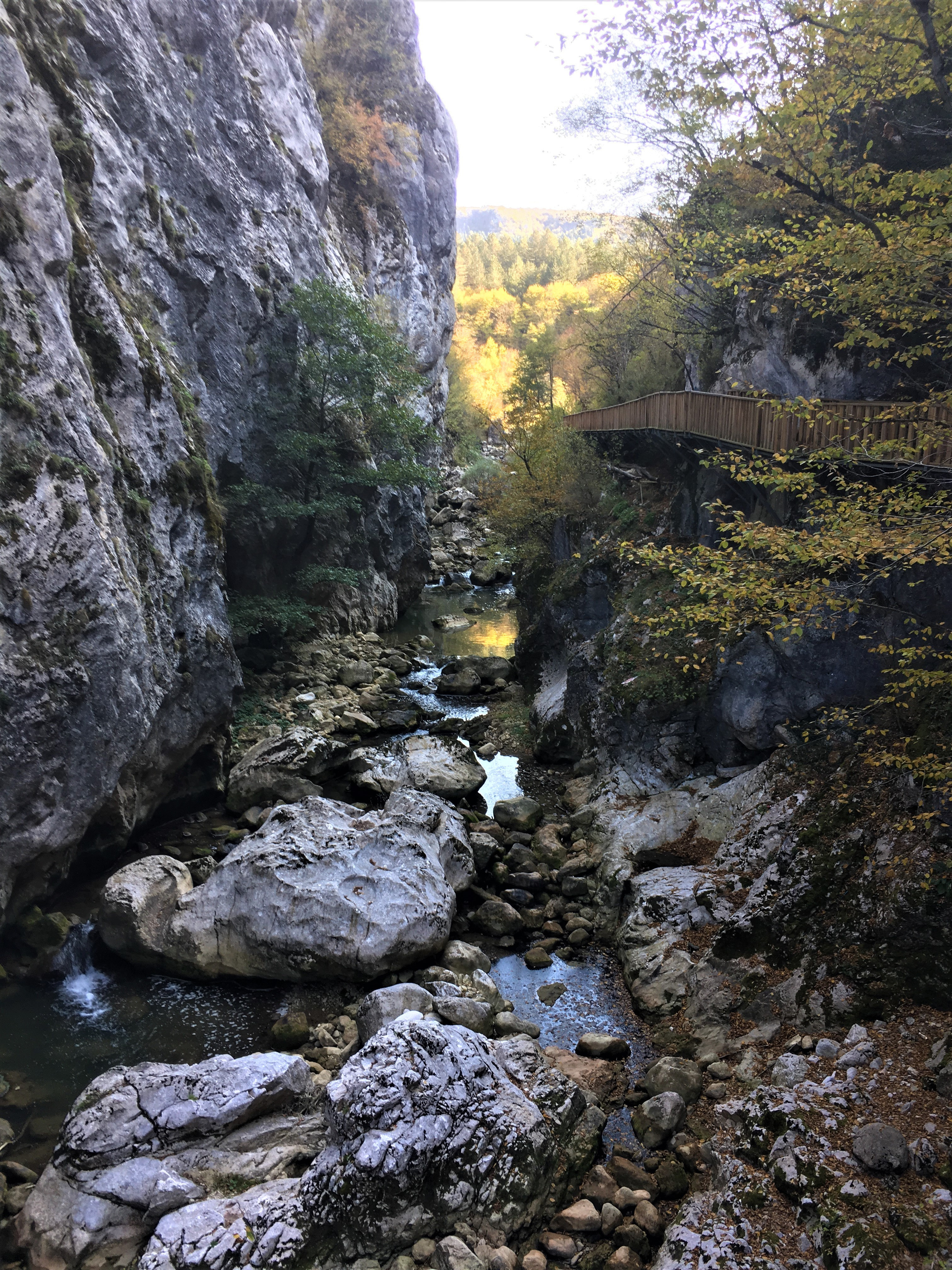
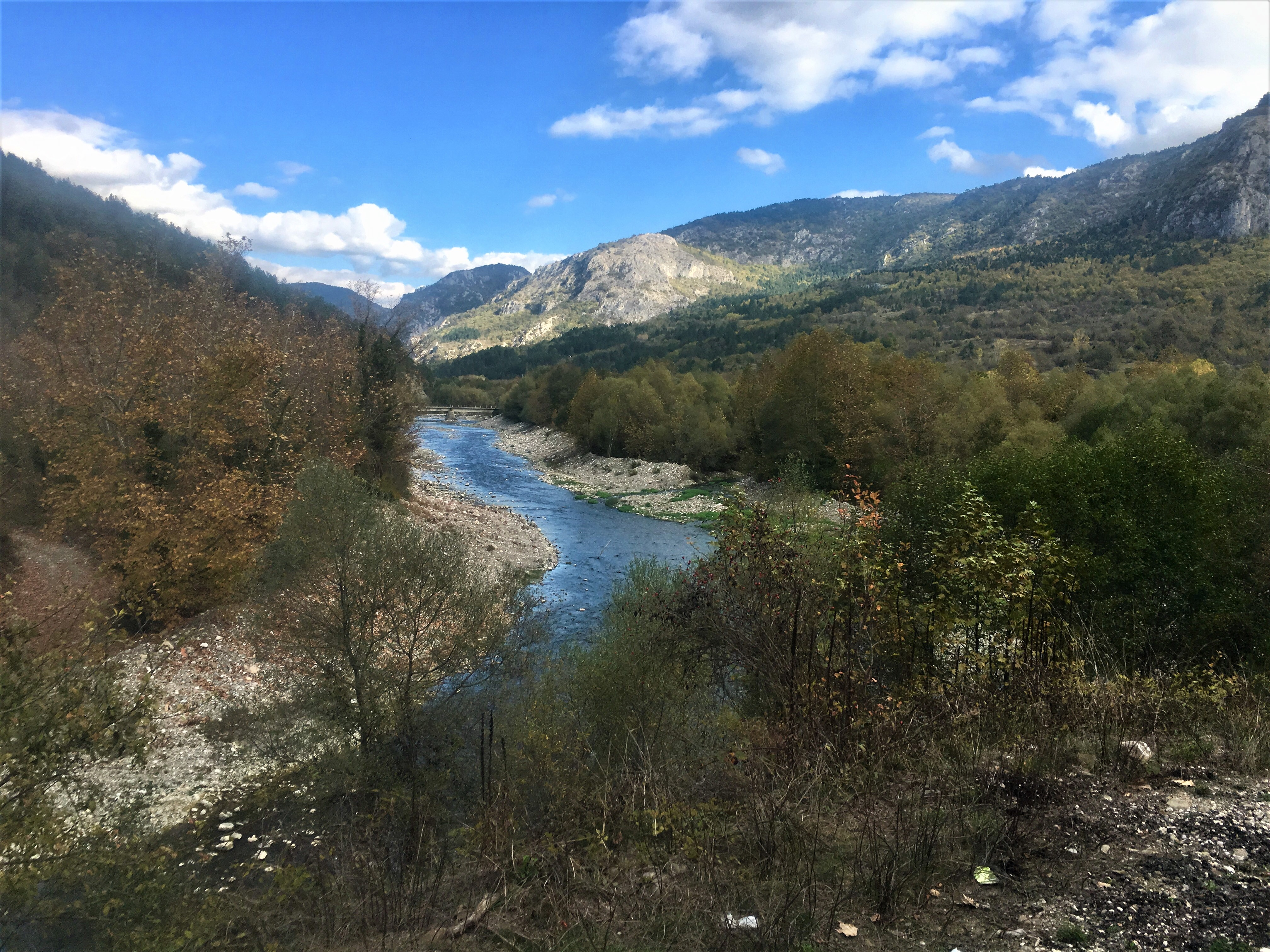
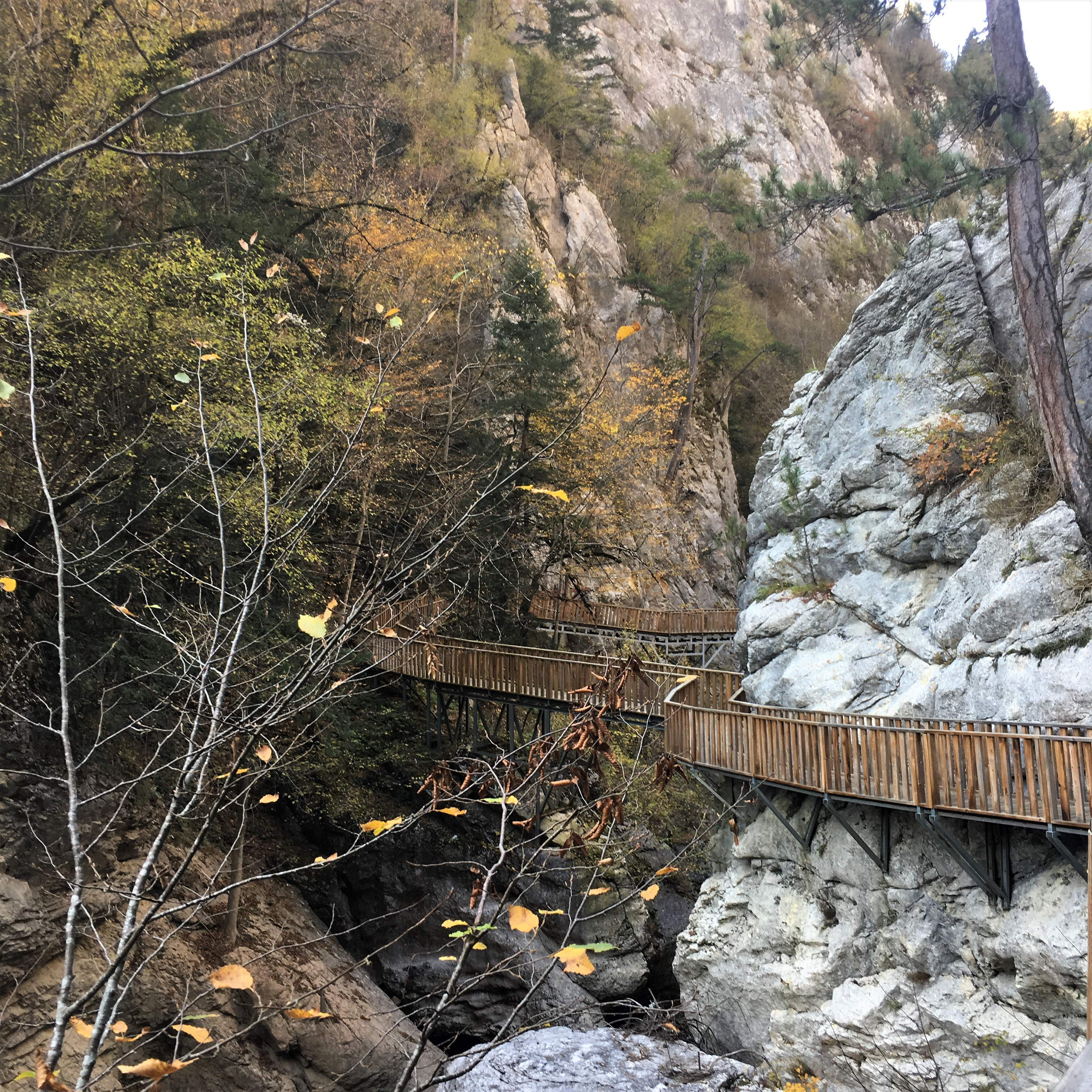
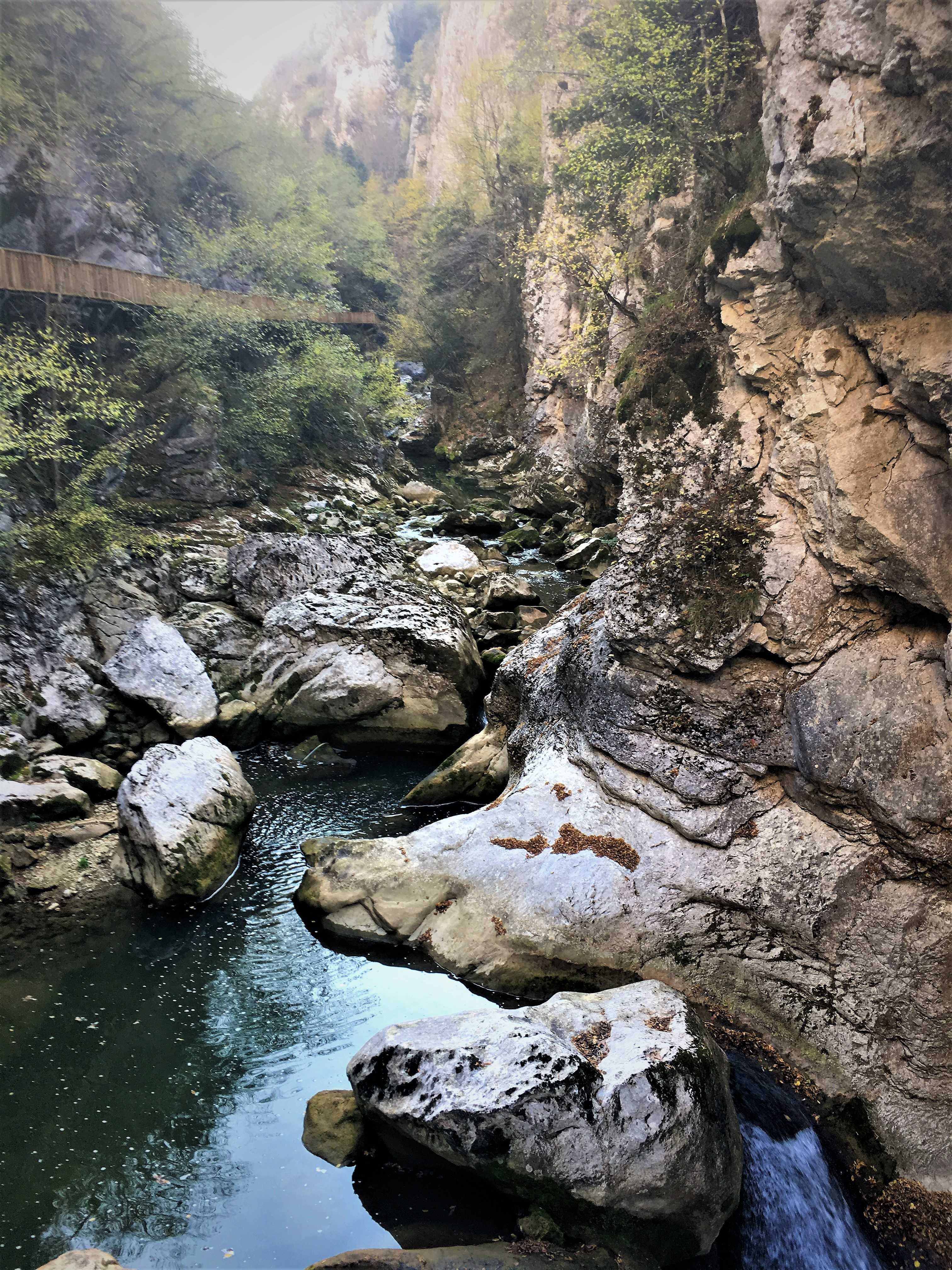
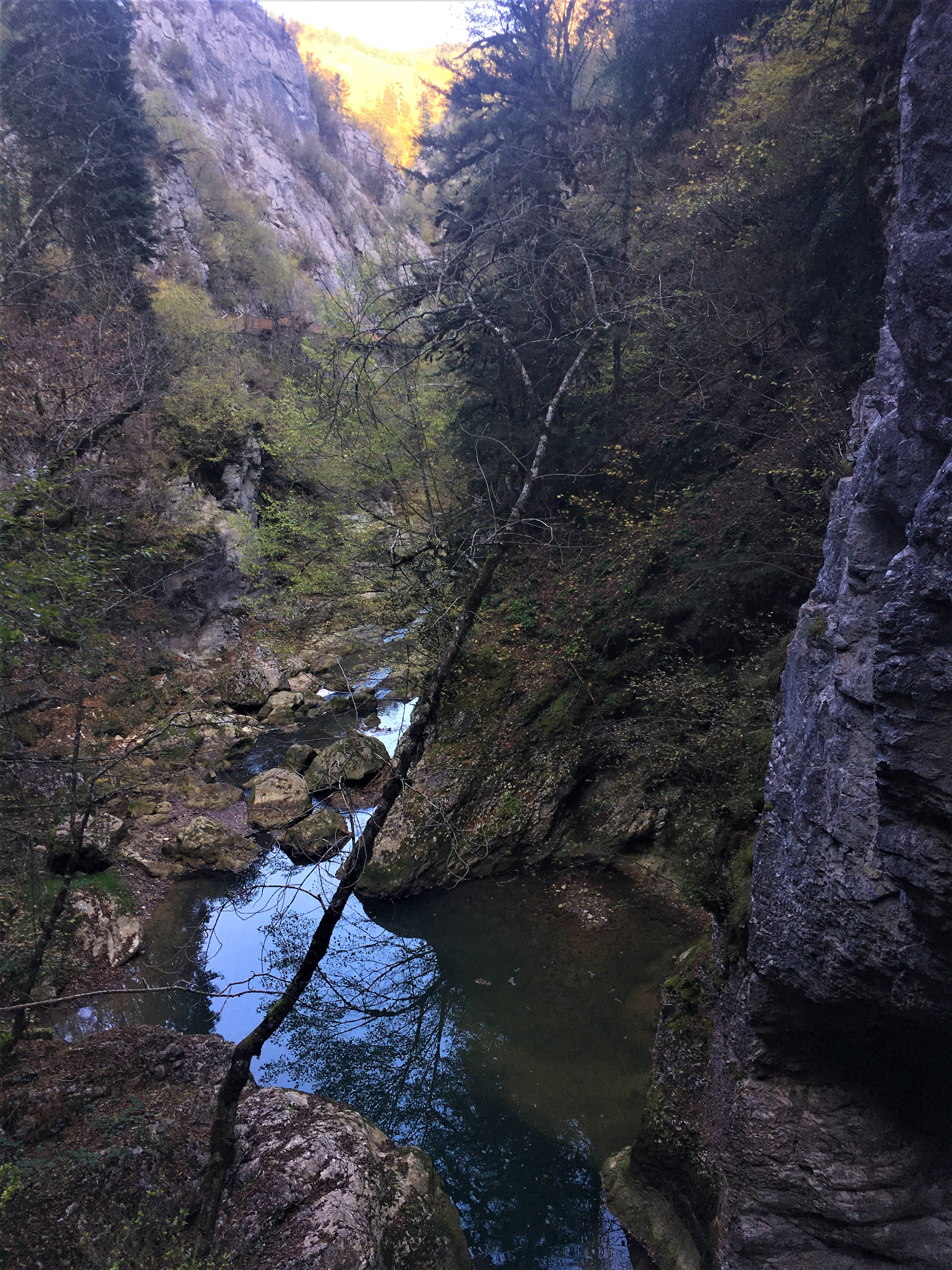
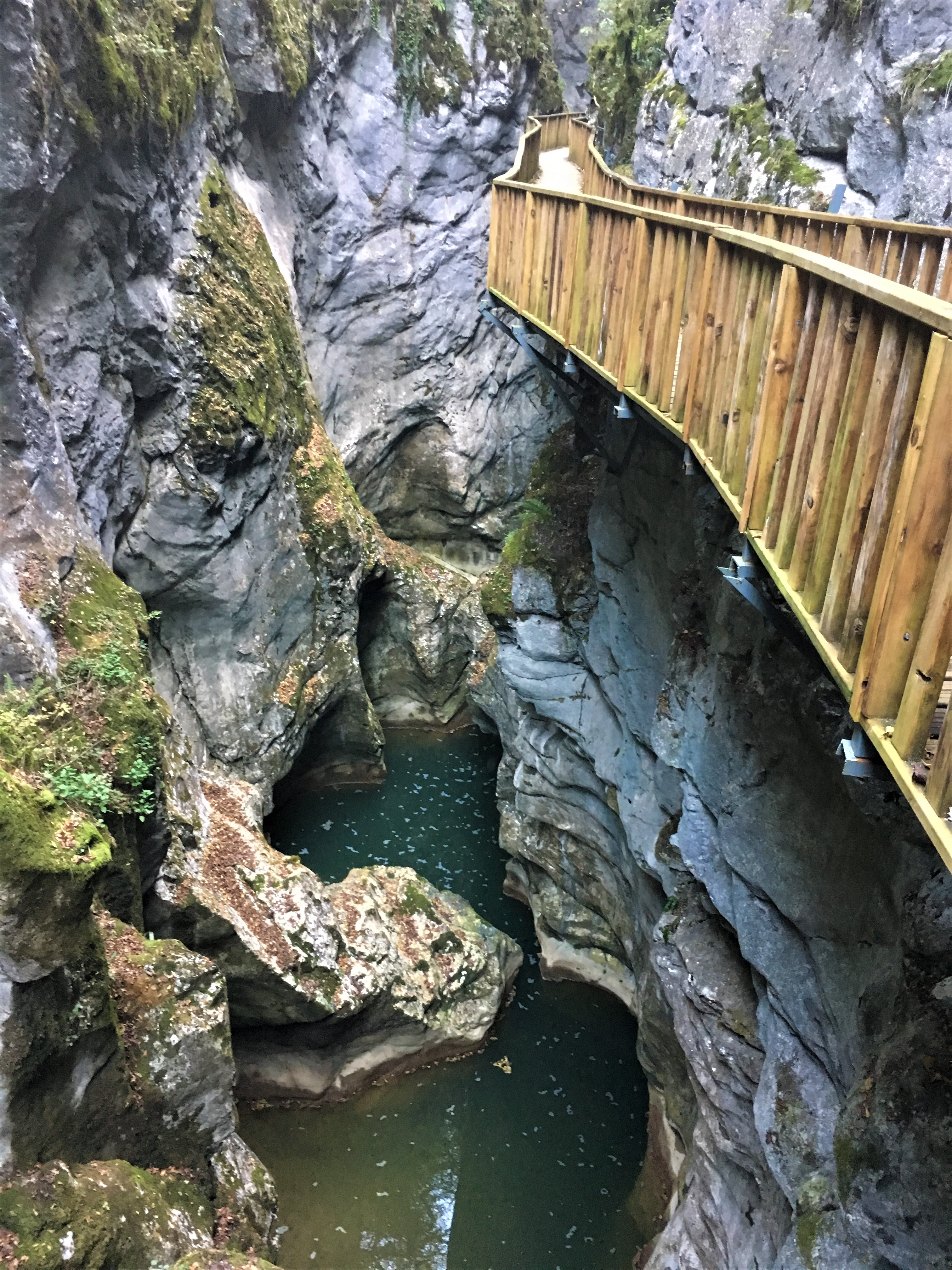
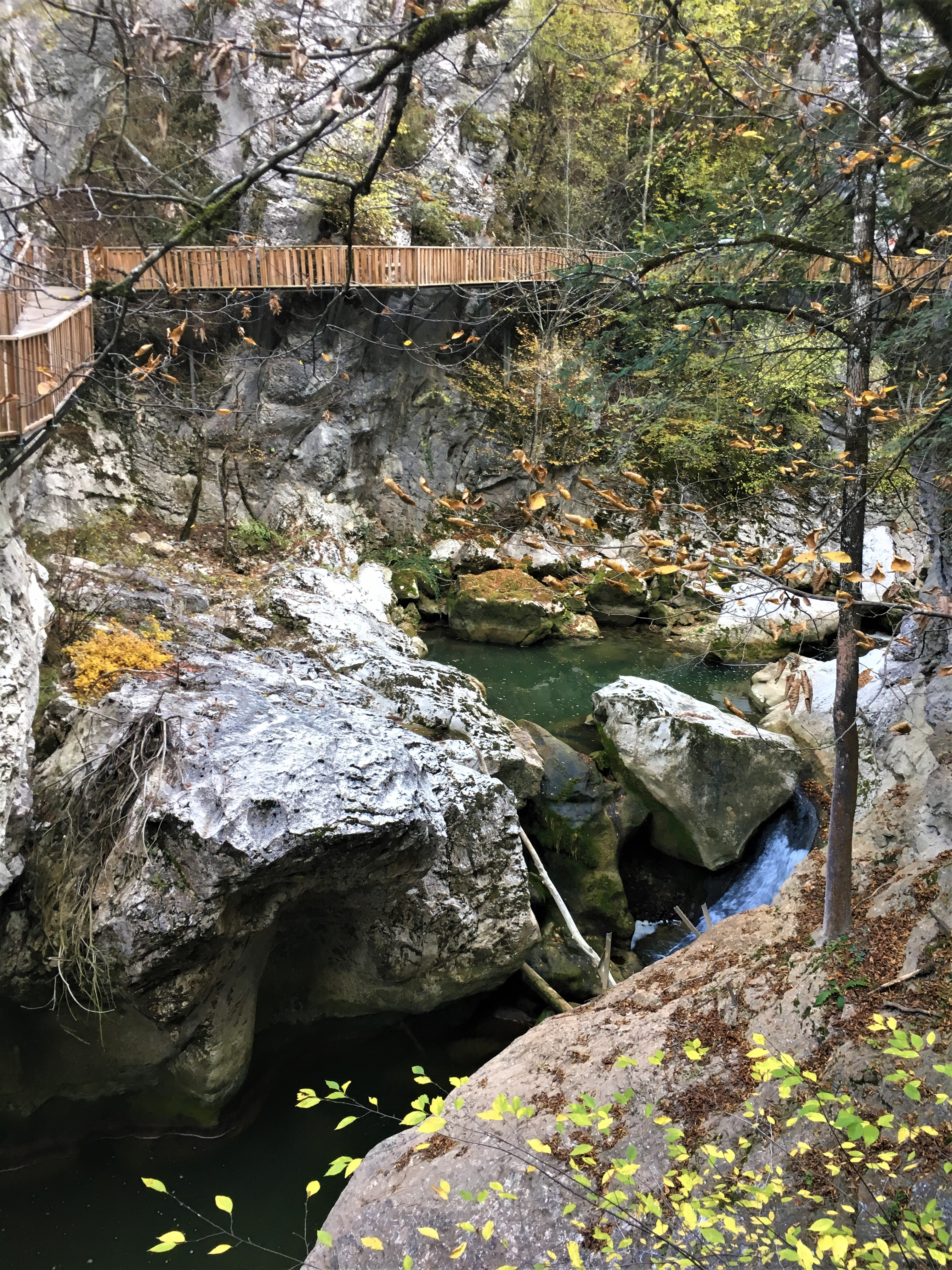
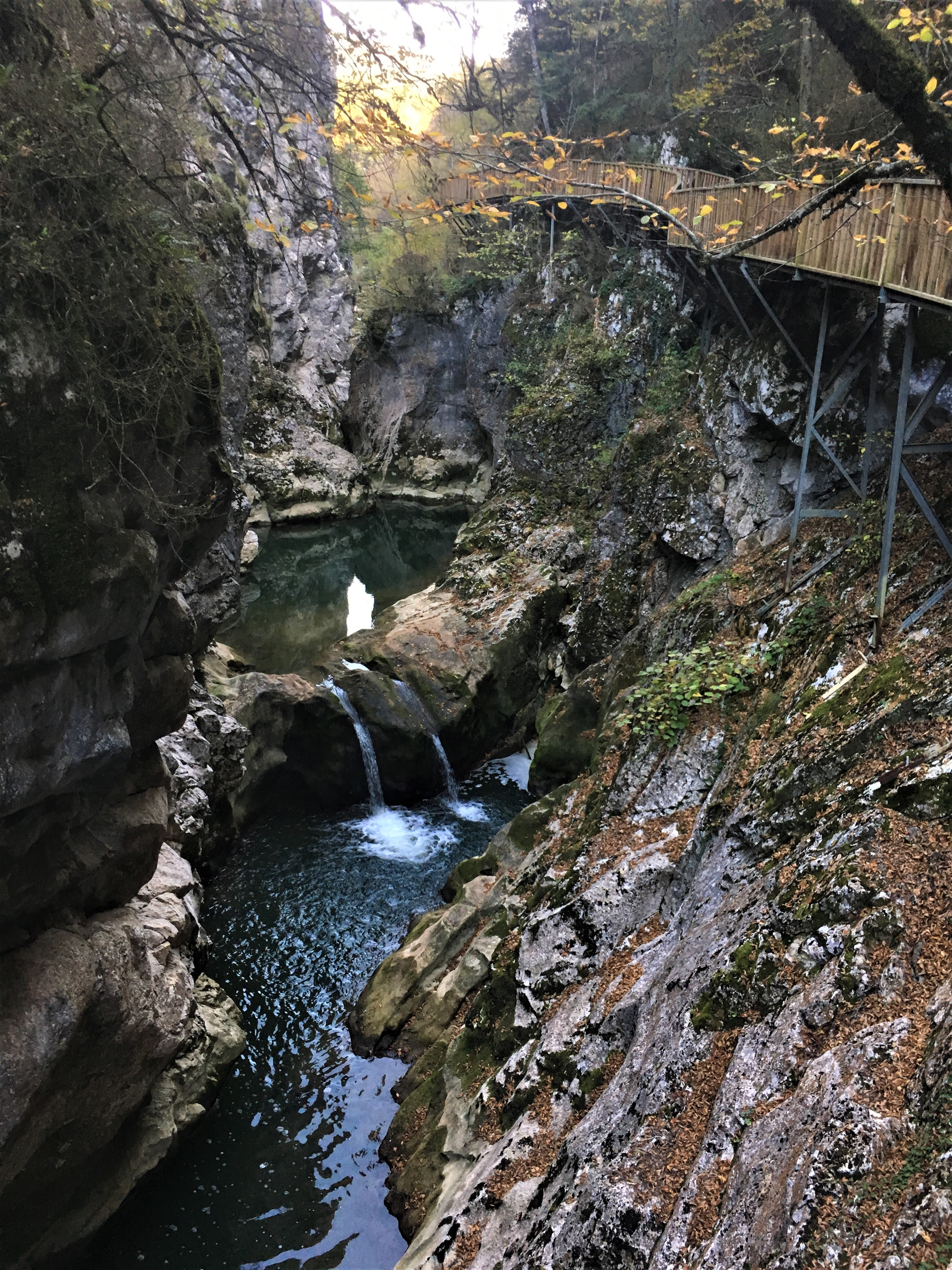
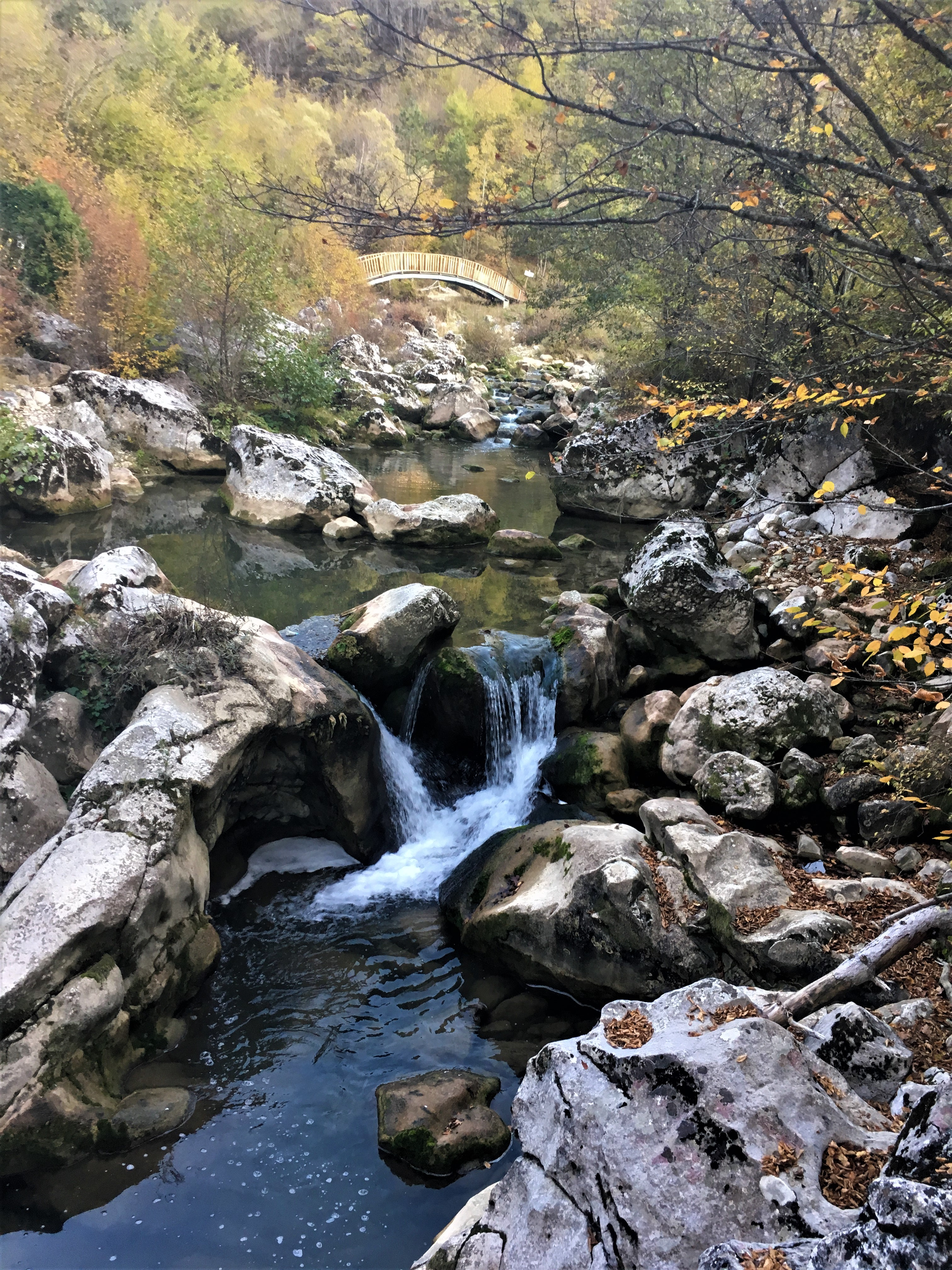
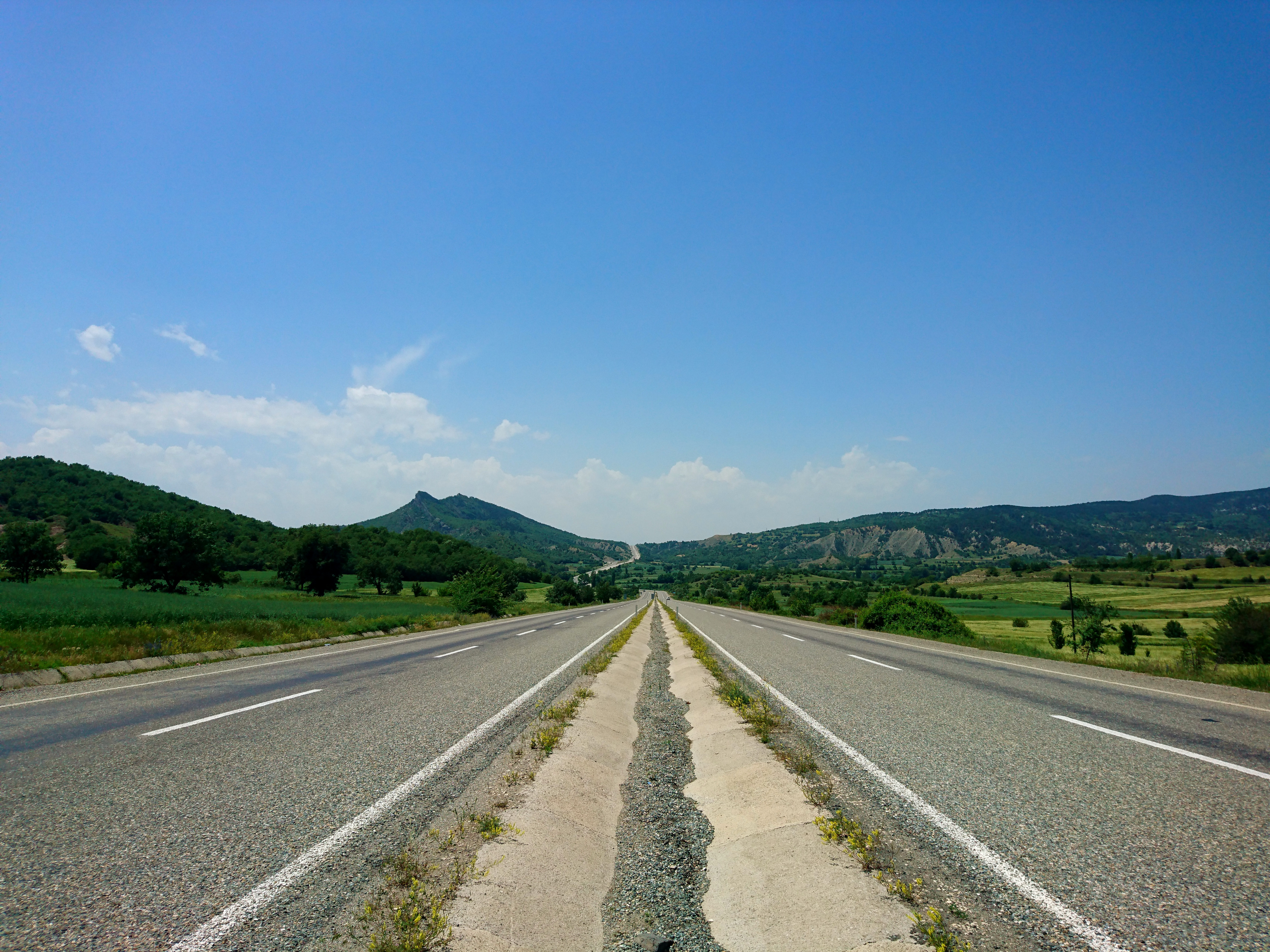
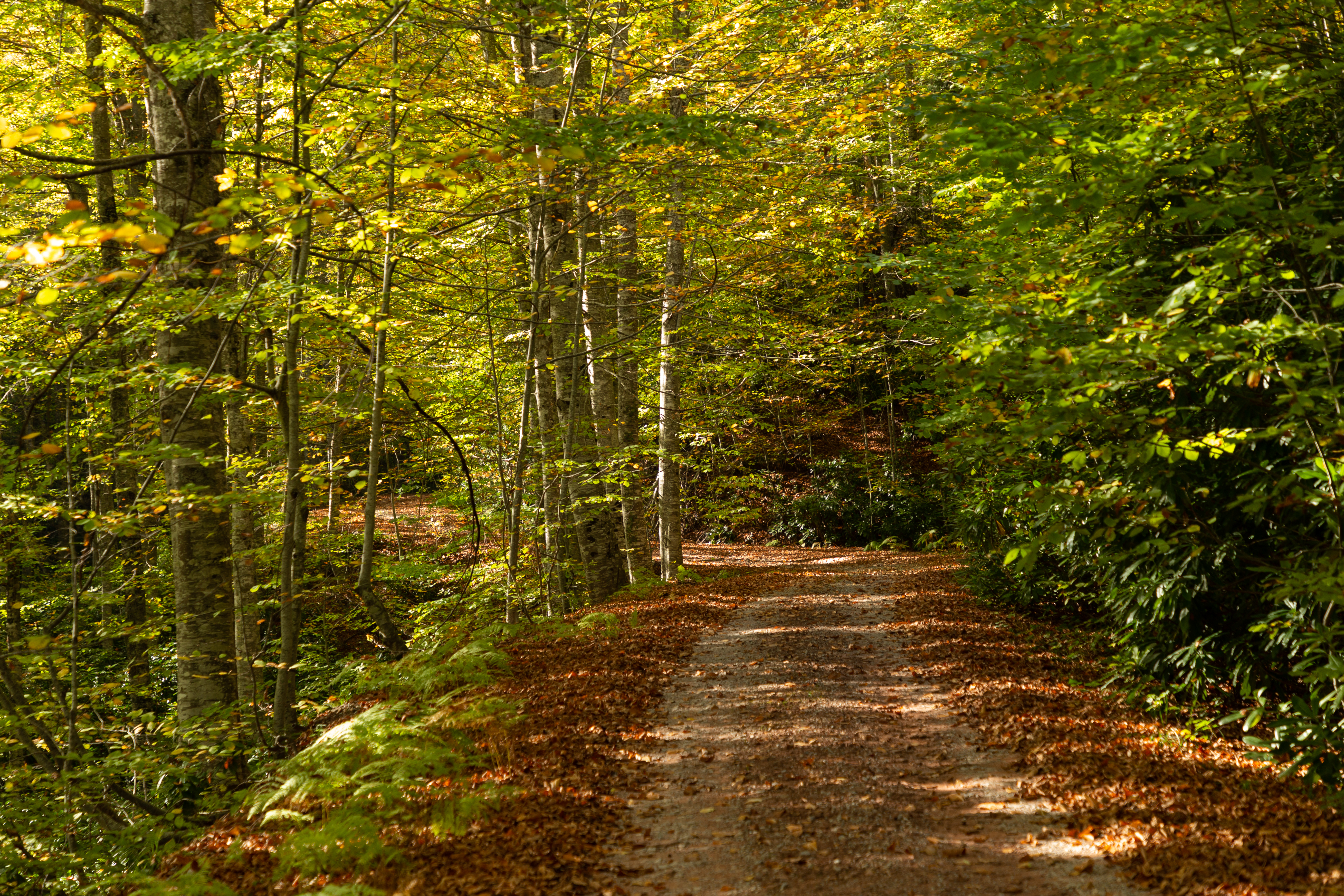
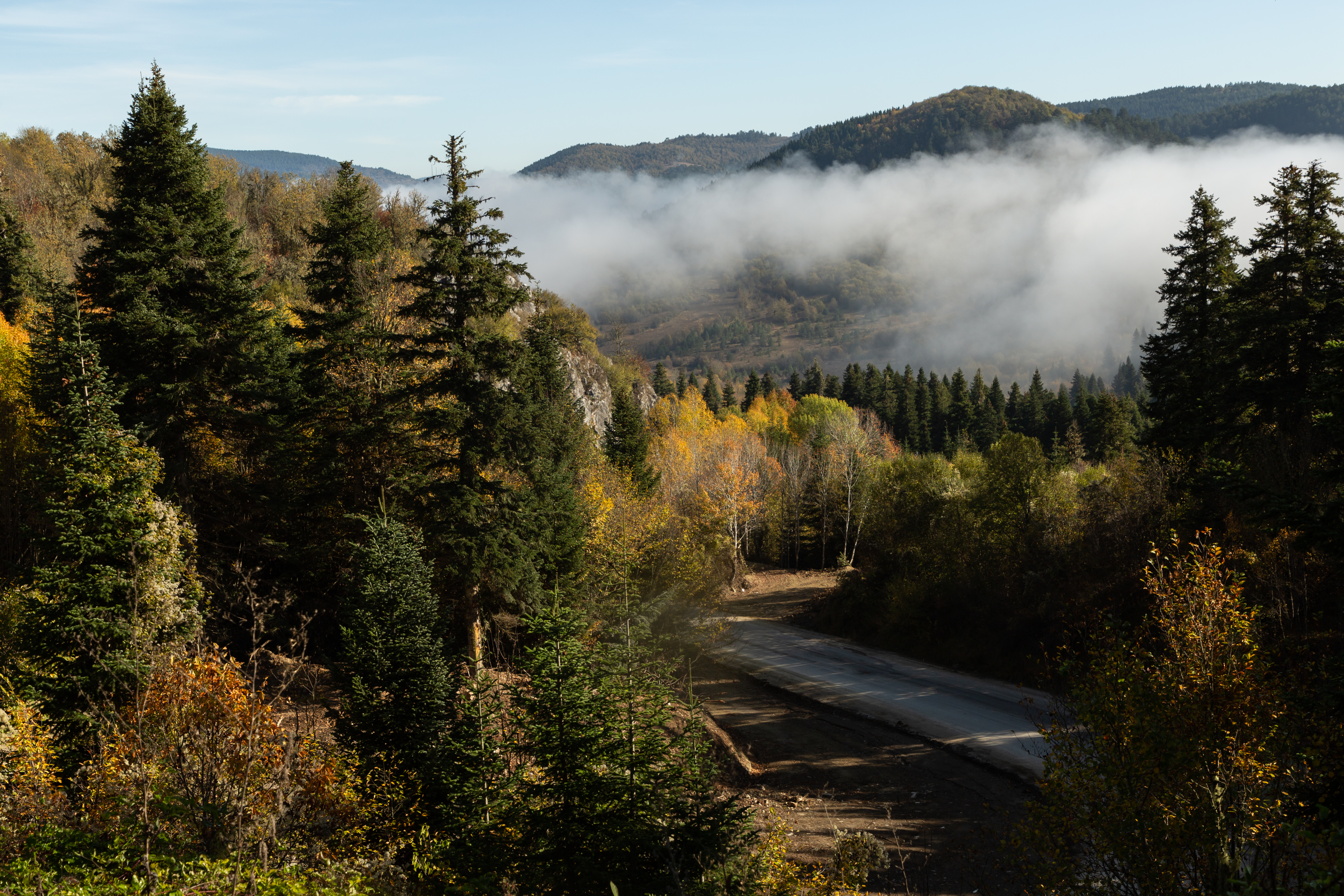
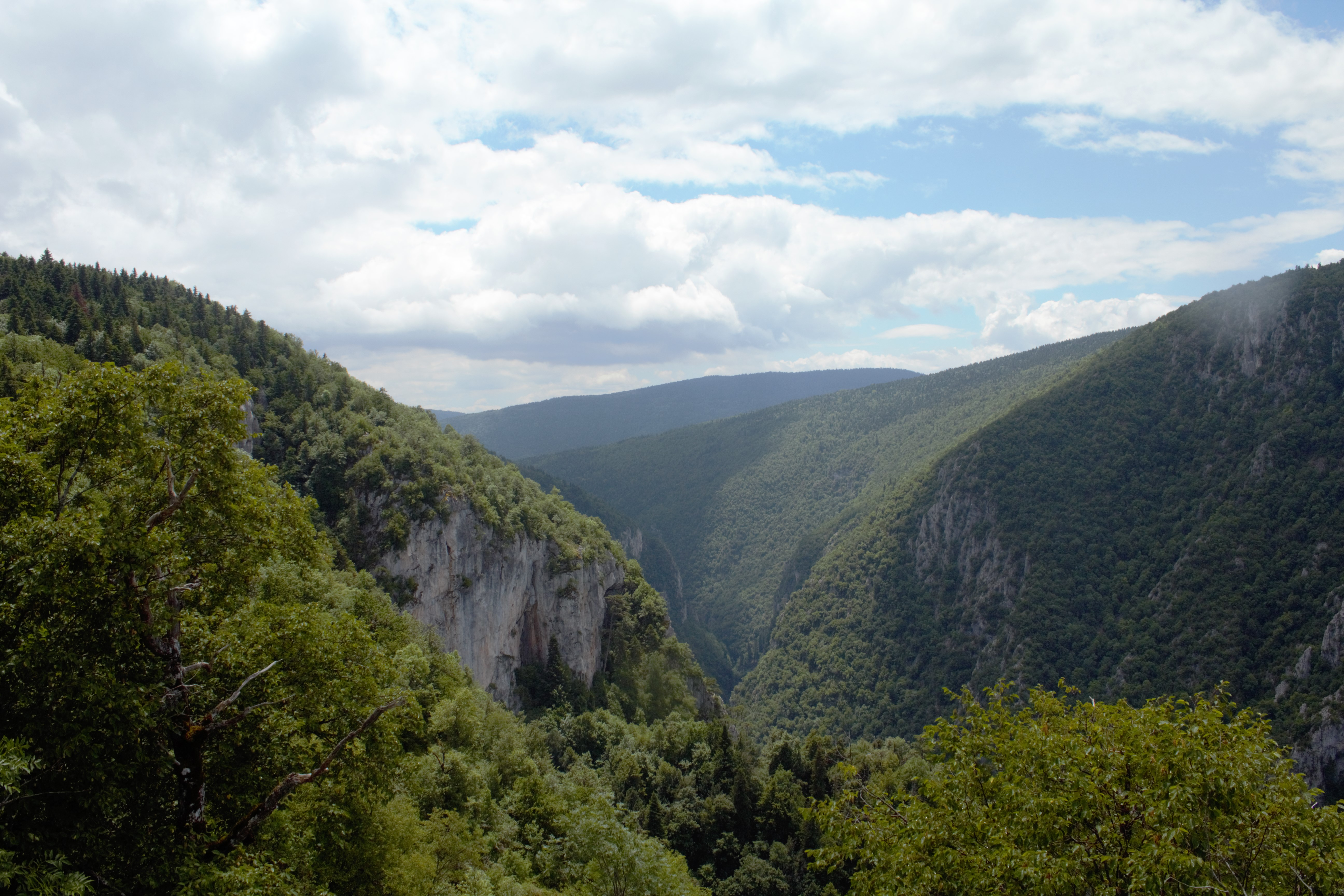